# Parálisis diafragmática
La parálisis diafragmática es una enfermedad que se caracteriza por la pérdida de función del músculo diafragma por una atrofia de las fibras musculares que lo forman y/o una alteración en el nervio frénico que lo inerva. Puede ser unilateral o bilateral. Las formas unilaterales, que son las más frecuentes, pueden deberse a muchas causas, entre ellas lesión del nervio frénico por infiltración neoplásica en algún punto de su recorrido. La afección puede cursar sin síntomas o causar sensación de falta de aire (disnea) e insuficiencia respiratoria.

## Fisiopatología
El diafragma es un músculo en forma de cúpula que separa el tórax del abdomen, constituye el suelo del tórax y el techo del abdomen, es el músculo principal que hace posible la inspiración, aunque en esta actúan también los músculos intercostales. La contracción del diafragma se produce por estimulación de las fibras motoras del nervio frénico. Existen dos nervios frénicos, derecho e izquierdo, cada uno de los cuales inerva un hemidiafragma, en consecuencia la parálisis puede ser bilateral o unilateral, esta última mucho más frecuente. Cuando se realiza una radiografía de tórax, la parálisis diafragmática puede detectarse porque se visualiza una elevación de la cúpula diafragmática en el lado afecto.

## Etiología

El diafragma es un músculo que separa el tórax del abdomen.

La contracción del diafragma es muy importante para el proceso de inspiración.

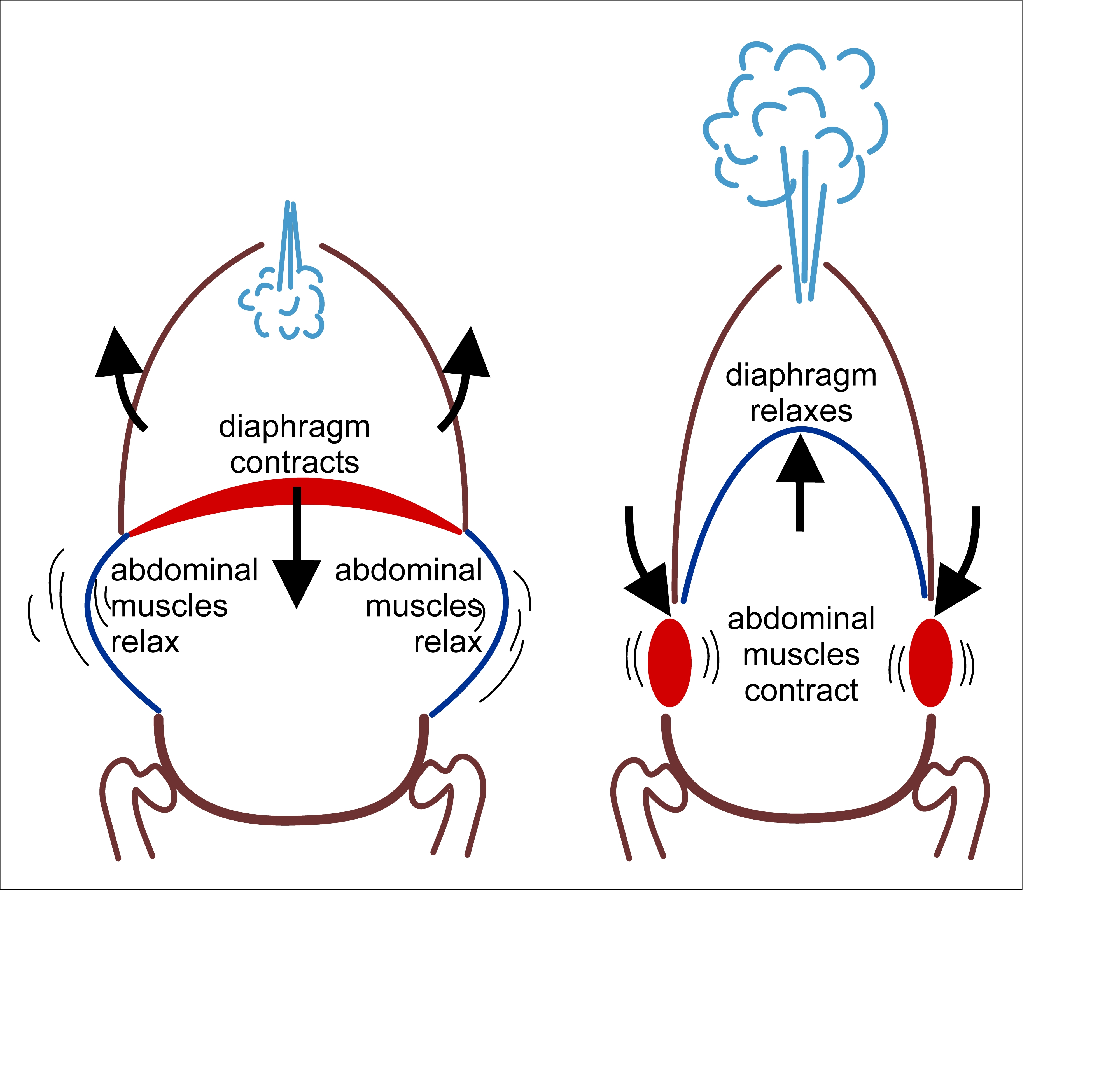
El diafragma es el músculo principal que hace posible la inspiración.

Las causas que pueden originar parálisis del diafragma son muy variadas. Pueden dividirse en dos grupos: afecciones generales del sistema nervioso o musculares y procesos específicos que afectan al nervio frénico. En alrededor del 20% de los casos no puede determinarse la causa y se consideran idiopáticos.
Entre las afecciones generales que pueden provocar parálisis diafragmática se encuentran  las siguientes:
- Accidente vascular cerebral.
- Esclerosis múltiple.
- Síndrome de Guillain-Barré.
- Siringomielia.
- Encefalitis o mielitis.
- Esclerosis lateral amiotrófica.
- Distrofia muscular.
- Poliomielitis.

Entre las causas que provocan parálisis del diafragma por afectación específica del nervio fénico se encuentran las siguientes:
- Cirugía torácica.
- Traumatismos. En recién nacidos por trauma obstétrico.
- Compresión externa del nervio en algún punto de su recorrido. Por ejemplo por cáncer de pulmón, adenopatías en mediastino, bocio endotorácico, tumor de mediastino, fibrosis mediastínica o aneurisma de aorta.[3]
- Herpes zóster